# Нижнее Гусиное
Нижнее Гусиное (укр. Нижнє Гусне) — село в Борынской поселковой общине Самборского района Львовской области Украины.
Население по переписи 2001 года составляло 259 человек. Занимает площадь 1,9 км². Почтовый индекс — 82564. Телефонный код — 3269.